# Fäktning vid olympiska sommarspelen 2016
Fäktning vid olympiska sommarspelen 2016 avgjordes mellan 6 och 14 augusti i Rio de Janeiro i Brasilien. Totalt 10 grenar fanns på programmet.

## Medaljsammanfattning
| Damernas fäktning              | Guld                                                               | Silver                                                       | Brons                                                           |
| Florett Detaljer...            | Inna Deriglazova Ryssland                                          | Elisa Di Francisca Italien                                   | Inès Boubakri Tunisien                                          |
| Sabel Detaljer...              | Jana Jegorjan Ryssland                                             | Sofja Velikaja Ryssland                                      | Olha Charlan Ukraina                                            |
| Lagtävling i sabel Detaljer... | Ryssland                                                           | Ukraina                                                      | USA                                                             |
| Lagtävling i sabel Detaljer... | Jekaterina Djatjenko Jana Jegorjan Julija Gavrilova Sofja Velikaja | Olha Charlan Alina Komasjtjuk Olena Kravatska Olena Voronina | Monica Aksamit Ibtihaj Muhammad Dagmara Wozniak Mariel Zagunis  |
| Värja Detaljer...              | Emese Szász Ungern                                                 | Rossella Fiamingo Italien                                    | Sun Yiwen Kina                                                  |
| Lagtävling i värja Detaljer... | Rumänien                                                           | Kina                                                         | Ryssland                                                        |
| Lagtävling i värja Detaljer... | Loredana Dinu Simona Gherman Simona Pop Ana Maria Popescu          | Hao Jialu Sun Yiwen Sun Yujie Xu Anqi                        | Olga Kotjneva Violetta Kolobova Tatjana Logunova‎ Ljubov Sjutova |

| Herrarnas fäktning               | Guld                                                             | Silver                                                            | Brons                                                                 |
| Florett Detaljer...              | Daniele Garozzo Italien                                          | Alexander Massialas USA                                           | Timur Safin Ryssland                                                  |
| Lagtävling i florett Detaljer... | Ryssland                                                         | Frankrike                                                         | USA                                                                   |
| Lagtävling i florett Detaljer... | Timur Safin Artur Achmatchuzin Aleksej Tjeremisinov              | Jérémy Cadot Enzo Lefort Erwan Le Péchoux Jean-Paul Tony Helissey | Miles Chamley-Watson Race Imboden Alexander Massialas Gerek Meinhardt |
| Sabel Detaljer...                | Áron Szilágyi Ungern                                             | Daryl Homer USA                                                   | Kim Jung-hwan Sydkorea                                                |
| Värja Detaljer...                | Park Sang-young Sydkorea                                         | Géza Imre Ungern                                                  | Gauthier Grumier Frankrike                                            |
| Lagtävling i värja Detaljer...   | Frankrike                                                        | Italien                                                           | Ungern                                                                |
| Lagtävling i värja Detaljer...   | Gauthier Grumier Yannick Borel Daniel Jérent Jean-Michel Lucenay | Enrico Garozzo Marco Fichera Paolo Pizzo Andrea Santarelli        | Gábor Boczkó Géza Imre András Rédli Péter Somfai                      |

Denna tabell: visa • redigera

## Medaljtabell
| Pl.    | Nation    | Guld | Silver | Brons | Totalt |
| ------ | --------- | ---- | ------ | ----- | ------ |
| 1      | Ryssland  | 4    | 1      | 2     | 7      |
| 2      | Ungern    | 2    | 1      | 1     | 4      |
| 3      | Italien   | 1    | 3      | 0     | 4      |
| 4      | Frankrike | 1    | 1      | 1     | 3      |
| 5      | Sydkorea  | 1    | 0      | 1     | 2      |
| 6      | Rumänien  | 1    | 0      | 0     | 1      |
| 7      | USA       | 0    | 2      | 2     | 4      |
| 8      | Kina      | 0    | 1      | 1     | 2      |
| 8      | Ukraina   | 0    | 1      | 1     | 2      |
| 10     | Tunisien  | 0    | 0      | 1     | 1      |
| Totalt | Totalt    | 10   | 10     | 10    | 30     |